# العلاقات الغينية المولدوفية
العلاقات الغينية المولدوفية هي العلاقات الثنائية التي تجمع بين غينيا ومولدوفا.

## مقارنة بين البلدين
هذه مقارنة عامة ومرجعية للدولتين:
| وجه المقارنة                                              | غينيا       | مولدوفا                           |
| --------------------------------------------------------- | ----------- | --------------------------------- |
| المساحة (كم2)                                             | 245.86 ألف  | 33.85 ألف                         |
| عدد السكان (نسمة)                                         | 12.72 مليون | 2.55 مليون                        |
| الكثافة السكانية (ن./كم²)                                 | 51.74       | 75.33                             |
| العاصمة                                                   | كوناكري     | كيشيناو                           |
| اللغة الرسمية                                             | لغة فرنسية  | اللغة المولدوفية، اللغة الرومانية |
| العملة                                                    | فرنك غيني   | ليو مولدوفي                       |
| الناتج المحلي الإجمالي (بليون دولار)                      | 10.50 مليار | 8.13 مليار                        |
| الناتج المحلي الإجمالي (تعادل القوة الشرائية) بليون دولار | 15.24 مليار | 17.94 مليار                       |
| الناتج المحلي الإجمالي الاسمي للفرد دولار أمريكي          | 531         | 3.65 ألف                          |
| الناتج المحلي الإجمالي للفرد دولار أمريكي                 | 1.22 ألف    | 4.98 ألف                          |
| مؤشر التنمية البشرية                                      | 0.411       | 0.693                             |
| رمز المكالمات الدولي                                      | +224        | +373                              |
| رمز الإنترنت                                              | .gn         | .md                               |
| المنطقة الزمنية                                           | 00          | ت ع م+02:00، ت ع م+03:00          |

## منظمات دولية مشتركة
يشترك البلدان في عضوية مجموعة من المنظمات الدولية، منها:
| علم المنظمة | اسم المنظمة                               | تاريخ انضمام غينيا | تاريخ انضمام مولدوفا |
| ----------- | ----------------------------------------- | ------------------ | -------------------- |
|             | مؤسسة التنمية الدولية                     | 26 سبتمبر 1969     | 14 يونيو 1994        |
|             | يونسكو                                    | 2 فبراير 1960      | 27 مايو 1992         |
|             | وكالة ضمان الاستثمار متعدد الأطراف        | 5 أكتوبر 1995      | 9 يونيو 1993         |
|             | الأمم المتحدة                             | 12 ديسمبر 1958     | 2 مارس 1992          |
|             | الفريق المعني برصد الأرض                  | ?                  | ?                    |
|             | الاتحاد البريدي العالمي                   | ?                  | ?                    |
|             | البنك الدولي للإنشاء والتعمير             | 28 سبتمبر 1963     | 12 أغسطس 1992        |
|             | منظمة حظر الأسلحة الكيميائية              | ?                  | ?                    |
|             | مؤسسة التمويل الدولية                     | 22 أكتوبر 1982     | 10 مارس 1995         |
|             | المركز الدولي لتسوية المنازعات الاستشارية | 4 ديسمبر 1968      | 4 يونيو 2011         |
|             | منظمة التجارة العالمية                    | 25 أكتوبر 1995     | ?                    |
|             | منظمة الشرطة الجنائية الدولية             | ?                  | ?                    |

## وصلات خارجية
- موقع وزارة الخارجية المولدوفية